# Stanisław Misztal (farmaceuta)
Stanisław Henryk Misztal (ur. 23 sierpnia 1927, zm. 24 maja 2002) – polski farmaceuta, profesor nauk farmaceutycznych.

## Życiorys
Studiował na Uniwersytecie Jagiellońskim, w 1987 r. uzyskał tytuł profesora nauk farmaceutycznych. Został zatrudniony w Instytucie Farmakologii PAN.
Był wiceprzewodniczącym Fundacji im. Jadwigi i Janusza Supniewskich przy Instytucie Farmakologii im. Jerzego Maja Polskiej Akademii Nauk.